# Monte Zucchero
Il Monte Zucchero (2.736 m s.l.m.) è una montagna delle Alpi Ticinesi e del Verbano nelle Alpi Lepontine nel Canton Ticino (Svizzera).

## Descrizione
La montagna è collocata tra la Valle Maggia e la Valle Verzasca. Si può salire sulla vetta partendo da Brione Verzasca e percorrendo la Val d'Osura oppure più rapidamente da Sonogno attraversando l'Alpe Mügaia.